# Stazione meteorologica di Mignanego
La stazione meteorologica di Mignanego è la stazione meteorologica di riferimento per la località di Mignanego.

## Coordinate geografiche
La stazione meteo si trova nell'Italia nord-occidentale, in Liguria, in città metropolitana di Genova, nel comune di Mignanego, a 250 metri s.l.m. e alle coordinate geografiche 44°32′N 8°54′E.

## Dati climatologici
In base alla media trentennale di riferimento 1961-1990, la temperatura media del mese più freddo, gennaio, si attesta a +2,3 °C; quella del mese più caldo, luglio, è di +20,6 °C .
| Mignanego          | Mesi | Mesi | Mesi | Mesi | Mesi | Mesi | Mesi | Mesi | Mesi | Mesi | Mesi | Mesi | Stagioni | Stagioni | Stagioni | Stagioni | Anno |
| Mignanego          | Gen  | Feb  | Mar  | Apr  | Mag  | Giu  | Lug  | Ago  | Set  | Ott  | Nov  | Dic  | Inv      | Pri      | Est      | Aut      | Anno |
| ------------------ | ---- | ---- | ---- | ---- | ---- | ---- | ---- | ---- | ---- | ---- | ---- | ---- | -------- | -------- | -------- | -------- | ---- |
| T. max. media (°C) | 5,4  | 7,5  | 11,1 | 15,4 | 19,8 | 23,6 | 26,5 | 25,7 | 22,1 | 16,4 | 10,4 | 7,0  | 6,6      | 15,4     | 25,3     | 16,3     | 15,9 |
| T. min. media (°C) | −0,9 | 0,2  | 2,6  | 5,9  | 9,3  | 12,6 | 14,7 | 14,3 | 12,2 | 8,4  | 4,2  | 1,2  | 0,2      | 5,9      | 13,9     | 8,3      | 7,1  |